# Castello di Montemurlo
Il castello di Montemurlo è un complesso architettonico militare ubicato sul colle che sovrasta l'abitato di Montemurlo, dove si sviluppò l'originario borgo di origine medievale.
Sorto come avamposto difensivo medievale, appartenne alla famiglia Guidi venendo definitivamente trasformato in complesso residenziale signorile attorno alla metà del Cinquecento. In epoca ottocentesca l'intero complesso architettonico ha subito interventi di ristrutturazione e di restauro che gli hanno conferito l'aspetto attuale.
Il castello è costituito da due corpi di fabbrica addossati tra loro, uno dei quali disposto attorno ad un cortile interno. Le strutture murarie esterne si presentano rivestite in pietra e culminano con la caratteristica merlatura sommitale. L'area su cui sorge il castello è delimitata da alcune cortine murarie e preceduta da giardini.